# Listă de formații pop punk
Aceasta este o listă de formații pop punk notabile.

## 0-9
- +44[1]
- 999[2]

## A
- A[3]
- A Day to Remember[4]
- AFI
- Alien Ant Farm[5]
- Alkaline Trio
- A Loss for Words[6]
- All[7][8]
- The All-American Rejects[9][10][11]
- All Time Low[12]
- Allister[13]
- Amber Pacific[14]
- American Hi-Fi[15]
- Army of Freshmen[16][17]
- Artist vs. Poet[necesită citare]
- Ash[18]
- The Ataris[19]
- The Audition[20]
- Audio Karate[21]
- Autopilot Off[22]
- Avril Lavigne[23][24]
- AS IT IS

## B
- Ballyhoo!
- Beat Crusaders[25]
- Beatnik Termites[26]
- Better Luck Next Time[27]
- Big Drill Car[7][28]
- Blink-182[11][29]
- Bodyjar[30]
- Boris the Sprinkler[31]
- Bowling for Soup[32]
- Box Car Racer[33]
- The Boys[34]
- Boys Like Girls[35]
- Bracket[36][37]
- Brand New
- Busted[38]
- Buzzcocks[39]

## C
- The Cab[40][41]
- Carousel Kings
- Cartel[42][43]
- Chasing Morgan[44]
- Chixdiggit[45][46]
- Chunk! No, Captain Chunk!
- City Lights (punk band)
- Close Your Eyes
- The Click Five[47]
- The Copyrights[31][48]
- Count the Stars[49][50]
- Count Your Blessings
- Crash Romeo[51]
- Crimpshrine[52]
- Cub[52][53]
- Courage My Love[54]

## D
- Daggermouth[55][56]
- The Dangerous Summer[57][58]
- Dave Days
- David Crowder Band[59][60]
- The Dead Milkmen[61]
- Descendents[62]
- The Donnas[63][64]
- Driving East[65][66]
- Dum Dums[67][68]

## E
- Eleventyseven[69]
- Elliot Minor[70][71]
- The Ergs![31][72]
- Eve 6[73][74]
- Even in Blackouts[75]
- Everyday Sunday[69]
- Every Avenue
- EndeverafteR

## F
- Faber Drive[76]
- Face to Face[77][78]
- Fall Out Boy[9][11][79]
- Farewell[80]
- Fit For Rivals
- Flashlight Brown
- Flatcat[necesită citare]
- Fenix TX[81][82]
- Fight Fair[83][84]
- Finley[85][86]
- Fireworks[87][88]
- Flatfoot 56[69]
- FM Static[89][90]
- Fonzie[91][92]
- Forever The Sickest Kids[93][94]
- Four Year Strong[95][96]
- Freshman 15[necesită citare]
- The Friday Night Boys
- From First to Last[9][97]

## G
- Generation X[98][99]
- The Get Up Kids[100][101]
- Ghoti Hook[102][103]
- Go Betty Go[104][105]
- Go Radio[106][107]
- Gob[108][109]
- Goldfinger[110][111]
- Good Charlotte[11][112][113]
- Goodnight Nurse[114]
- Green Day[11][115]
- Groovie Ghoulies[116][117][118]
- Guttermouth[119][120]

## H
- Hagfish[121][122]
- Halifax[123][124]
- Handguns[125]
- Hands Like Houses
- Hangnail[126][127]
- Hawk Nelson[69][128]
- Hedley[129][130]
- Hey Monday[131][132]
- Hidden in Plain View[133][134]
- The Hi-Fives[52]
- The High Court[135]
- The Higher[136][137]
- The Hippos[81][138]
- Hit the Lights[139][140]
- Home Grown[81][141][142]
- House of Heroes[143][144]
- Houston Calls[145][146]
- Humble Beginnings[necesită citare]
- The Huntingtons[147][148]
- Hüsker Dü[7][98]

## I
- I Call Fives
- Icon for Hire
- Ivoryline[149]
- Inside To Me

## J
- The Jam[98][150]
- Jawbreaker[98][151]
- Jimmy Eat World[23][152]
- June[153]
- Just Surrender[154]

## K
- Killerpilze
- Kids in the Way[69]
- Kiros[155]
- Kisschasy[156]
- Koopa[157][158]
- Kids in Glass Houses[159]

## L
- Left Front Tire[160]
- The Leftovers[161][162]
- The Lemonheads[63][163]
- Lifesavors[164][165]
- The Lillingtons[52][166][167]
- Lit[168][169]
- Lola Ray[170][171]
- Lorene Drive[necesită citare]
- Love You to Death[172]
- Lucky 7[173][174]
- Lucky Boys Confusion[175][176]
- Ludo[177][178]
- Lustra[179]

## M
- Mach Pelican[180]
- Madcap[181][182]
- Magnapop[183]
- The Maine[184][185]
- Man Overboard[186][187]
- Manges[31][188]
- Marianas Trench[189][190]
- Mayday Parade[106][191]
- McFly[192]
- The McRackins[193][194]
- Me First And The Gimme Gimmes[195][196]
- Melody Fall[197][198]
- Mest[199][200]
- The Methadones[201][202]
- Midtown[203][204]
- Millencolin[205][206]
- Momoiro Clover Z[207]
- Motion City Soundtrack[208][209]
- The Movielife[210][211][212]
- The Mr. T Experience[52][118][213]
- The Muffs[214][215]
- MxPx[69][98]
- My Chemical Romance[216][217]

## N
- Nerf Herder[218][219]
- The New Cities[220][221]
- New Found Glory[98][106][113][212]
- New Years Day[222][223]
- No Doubt
- No Use for a Name[224][225]
- Noise By Numbers[226][227]
- NoWayOut[228]
- Not By Choice[229][230]
- Neck Deep

## O
- October Fall[231][232]
- The Offspring[63][98]
- Orange[233]
- Over It[234]

## P
- Parasites (band)
- Paramore[23][98]
- Panda[235][236]
- Panic! at the Disco[98][237]
- Patent Pending[238][239]
- Permanent Me[240][241]
- Philmont[242][243]
- Pointed Sticks[244][245]
- Poor Old Lu[246]
- Punchbuggy[247][248]
- Punchline[249][250]

## Q
- The Queers[52][118]
- Quietdrive[251][252]

## R
- Real Friends
- Red City Radio[106][253]
- The Red Jumpsuit Apparatus
- Reggie and the Full Effect[254][255]
- Relient K[69][256]
- The Reunion Show[necesită citare]
- Riddlin' Kids[257][258]
- Rookie Of The Year[259][260]
- Rudi[necesită citare]
- Rufio[261][262]
- Run Kid Run[263][264]

## S
- Save Me Hollywood
- Saves the Day[113][265]
- Say Anything[266][267]
- Scenes from a Movie[268][269]
- Scott Murphy[270]
- Screeching Weasel[118][271][272]
- Scuba Dice[necesită citare]
- Set Your Goals[273][274][275]
- Shook Ones[276]
- Short Stack[277][278]
- Showoff[279][280]
- Simple Plan[11][98]
- Slick Shoes[256][281]
- Social Distortion[282][283]
- Something Corporate[284][285]
- State Champs
- Son of Dork[286][287]
- Southcott[288]
- The Soviettes[289][290]
- Sparks the Rescue[106]
- Spazzys[291][292]
- Split Habit[17]
- SR-71[293][294]
- The Starting Line[295][296]
- State of Drama
- Stellar Kart[69][297]
- Stereos[298][299]
- Stiff Dylans
- The Story So Far
- Student Rick[300][301]
- Sum 41[11][98][230]
- Supergrass[302]
- Superman Is Dead[303][304]
- The Summer Obsession[305]
- Super s Karamelom[necesită citare]
- Surf Punks[necesită citare]
- Sweet Baby[52][306]
- The Swellers[307][308]

## T
- Taking Back Sunday[212][309]
- Teen Idols[310][311]
- Teenage Bottlerocket[31][312]
- Ten Second Epic[313][314]
- Terrible Things[315][316]
- There for Tomorrow[317][318]
- These Kids Wear Crowns[319][320]
- This Century[275]
- This Time Next Year[321][322]
- Tilt[37][323]
- Title Fight[324][325]
- Tonight Alive[326][327]
- Transit[328][329]
- The Travoltas[31][330]
- Treble Charger[331]
- Twenty Twenty[332][333]

## U
- Undercover[165]
- The Undertones[98][334]
- The Unlovables[335]
- Unwritten Law[336]

## V
- The Vandals[337][338]
- Vanilla Sky[339]
- Verona Grove[340]

## W
- Wavves[341]
- Wakefield[342]
- We Are the In Crowd[275][343]
- The Wedding[344]
- Weezer[63][115]
- We the Kings[345]
- Wheatus[346]
- The Wonder Years[106][347]

## Y
- Yellowcard[106][285]
- You Me at Six[348]

## Z
- Zatopeks[349]
- Zebrahead[350]
- Zolof the Rock and Roll Destroyer[351]